# The English Riviera
The English Riviera – trzeci album studyjny angielskiego zespołu grającego muzykę elektroniczną Metronomy. Został wydany 8 kwietnia 2011 roku przez wytwórnię Because Music. Od czasu ukazania się poprzedniej płyty, Nights Out, zespół opuścił basista Gabriel Stebbing, zaś w jego miejsce dołączyli basista Gbenga Adelekan i perkusistka Anna Prior.
Album został nominowany w 2011 roku do Mercury Prize.

## Reakcja krytyki
New Musical Express umieściło album na drugim miejscu w zestawieniu najlepszych płyt 2011 roku. 'The English Riviera' zajął także trzecie i siedemnaste miejsce w podsumowaniach zredagowanych kolejno przez czasopisma Uncut i Q. Mike Williams z New Musical Express, w swojej recenzji uznał Metronomy za jeden z najbardziej innowacyjnych zespołów muzyki pop w Wielkiej Brytanii. "

## Lista utworów
Wszystkie piosenki zostały napisane przez Josepha Mounta.
| Lista piosenek | Lista piosenek           | Lista piosenek |
| Nr             | Tytuł utworu             | Długość        |
| -------------- | ------------------------ | -------------- |
| 1.             | „The English Riviera”    | 0:37           |
| 2.             | „We Broke Free”          | 4:05           |
| 3.             | „Everything Goes My Way” | 3:30           |
| 4.             | „The Look”               | 4:37           |
| 5.             | „She Wants”              | 3:51           |
| 6.             | „Trouble”                | 4:46           |
| 7.             | „The Bay”                | 4:50           |
| 8.             | „Loving Arm”             | 3:31           |
| 9.             | „Corinne”                | 3:16           |
| 10.            | „Some Written”           | 6:03           |
| 11.            | „Love Underlined”        | 5:58           |
|                |                          | 45:04          |

| Dodatkowe piosenki na iTunes | Dodatkowe piosenki na iTunes                     | Dodatkowe piosenki na iTunes |
| Nr                           | Tytuł utworu                                     | Długość                      |
| ---------------------------- | ------------------------------------------------ | ---------------------------- |
| 1.                           | „Tens and Tens”                                  | 4:39                         |
| 2.                           | „She Wants (teledysk) ”                          | 5:07                         |
| 3.                           | „The English Riviera Track by Track (teledysk) ” | 10:23                        |

## Skład
Zespół
- Joseph Mount – aranżer, producent, śpiew (piosenki 2–11); gitara basowa (piosenki 6, 7); klawinet, Yamaha CS2x (piosenka 11); conga, EDP Wasp (piosenka 7); perkusja (piosenki 2–7, 10); guitar (piosenki 2, 4–7, 9); klaskanie (piosenka 3); Minimoog (piosenki 4, 7); syntezator modularny (piosenka 8); Moog Source (piosenki 4, 8, 10); instrumenty perkusyjne (piosenki 3–11); Roland Juno-60 (piosenki 2, 4); Solina String Ensemble (piosenka 5); talk box, Yamaha CS-80 (piosenka 6); pianino elektryczne (piosenki 6, 10); Yamaha CS-50 (piosenka 10)
- Oscar Cash – gitara (piosenka 3); klaskanie (piosenki 3, 4, 9); saksofon (piosenki 3, 7); Siel Orchestra (piosenka 4); Roland Juno-60 (piosenki 5, 9)
- Gbenga Adelekan – gitara basowa, klaskanie, chórki (piosenka 9)
- Anna Prior – chórki (piosenka 5); perkusja (piosenki 9, 11); śpiew, klaskanie (piosenka 9)

Dodatkowy
- Grégoire Alexandre – fotografia
- Jedidiah Allcock – asystent
- Stephen Bass – management
- Jamie Bell – asystent
- Marion Cassan – śpiew (piosenka 6)
- Roxanne Clifford – śpiew (piosenka 3)
- Nicole Elizabeth – chórki (piosenka 11)
- John Gorham – okładka
- Aaron Larney – design
- Nilesh – mastering
- Julien Noudin – asystent
- Gabriel Stebbing – gitara basowa (piosenki 2–5, 10); klaskanie (piosenka 3); guitar solo (piosenka 9)
- Jane Third – A&R
- Harriet Wheeler – skrzypce (piosenka 1)
- Ash Workman – inżynier, miksowanie; handclaps (piosenka 4)

## Listy najlepiej sprzedających się płyt

### Cotygodniowe notowania
| Notowania                      | Najwyższa pozycja |
| ------------------------------ | ----------------- |
| Australian Albums Chart        | 49                |
| Belgian Albums Chart (Walonia) | 73                |
| French Albums Chart            | 22                |
| Swiss Albums Chart             | 79                |
| UK Albums Chart                | 28                |

### Lista końcoworoczna
| Lista końcoworoczna | Pozycja |
| ------------------- | ------- |
| French Albums Chart | 88      |